# Pipistrellus
A Pipistrellus az emlősök (Mammalia) osztályának a denevérek (Chiroptera) rendjéhez, ezen belül a kis denevérek (Microchiroptera) alrendjéhez és a simaorrú denevérek (Vespertilionidae) családjához tartozó nem.
Korábban a Pipistrellus nembe több faj tartozott, de sokat közülük más nemekbe helyeztek át. A befogadó nemek a következők: Arielulus, Hypsugo, Falsistrellus, Neoromicia, Parastrellus, Perimyotis, Scotozous és Vespadelus.

## Rendszerezés
A nembe az alábbi 35 faj tartozik:
- Pipistrellus abramus
- Pipistrellus adamsi
- Pipistrellus aero
- Pipistrellus angulatus
- Pipistrellus ceylonicus
- Pipistrellus collinus
- Pipistrellus coromandra
- egyiptomi törpedenevér (Pipistrellus deserti) - szinonimája: Pipistrellus aegyptius
- Pipistrellus endoi
- Pipistrellus grandidieri
- Pipistrellus hanaki
- Pipistrellus hesperidus
- Pipistrellus inexspectatus
- Pipistrellus javanicus
- fehérszélű törpedenevér (Pipistrellus kuhlii)
- madeirai törpedenevér (Pipistrellus maderensis)
- Pipistrellus mimus
- celebeszi törpedenevér (Pipistrellus minahassae)
- Pipistrellus murrayi
- apró törpedenevér (Pipistrellus nanulus)
- durvavitorlájú törpedenevér (Pipistrellus nathusii)
- Pipistrellus papuanus
- Pipistrellus paterculus
- burmai törpedenevér (Pipistrellus peguensis)
- tanzániai törpedenevér (Pipistrellus permixtus)
- közönséges törpedenevér (Pipistrellus pipistrellus) –típusfaj
- szoprán törpedenevér (Pipistrellus pygmaeus)
- Pipistrellus raceyi
- Rüppell-törpedenevér (Pipistrellus rueppelli)
- Pipistrellus rusticus
- Pipistrellus stenopterus
- †Bonin-szigeteki törpedenevér (Pipistrellus sturdeei) - kihalt 2000-ben
- kecses törpedenevér (Pipistrellus tenuis)
- Pipistrellus wattsi
- Pipistrellus westralis